# Fortín de las Flores
Fortín de las Flores es una ciudad mexicana situada en el estado de Veracruz, cabecera del municipio de Fortín. 
Se ubica en la zona central del estado, dentro de la región de Las Montañas, y forma parte de la zona metropolitana de Córdoba.

## Geografía
La ciudad de Fortín de las Flores se localiza en el centro norte del municipio de Fortín, en el centro de Veracruz. Se encuentra a una altura media de 1048 m s. n. m. y cubre un área de 6.93 km².

### Clima
El clima predominante en Fortín de las Flores es el semicálido húmedo con abundantes lluvias en verano. Tiene una temperatura media anual de 20.9 °C y una precipitación media anual de 1918.4 mm.
| Parámetros climáticos promedio de Fortín de las Flores | Parámetros climáticos promedio de Fortín de las Flores | Parámetros climáticos promedio de Fortín de las Flores | Parámetros climáticos promedio de Fortín de las Flores | Parámetros climáticos promedio de Fortín de las Flores | Parámetros climáticos promedio de Fortín de las Flores | Parámetros climáticos promedio de Fortín de las Flores | Parámetros climáticos promedio de Fortín de las Flores | Parámetros climáticos promedio de Fortín de las Flores | Parámetros climáticos promedio de Fortín de las Flores | Parámetros climáticos promedio de Fortín de las Flores | Parámetros climáticos promedio de Fortín de las Flores | Parámetros climáticos promedio de Fortín de las Flores | Parámetros climáticos promedio de Fortín de las Flores |
| Mes                                                    | Ene.                                                   | Feb.                                                   | Mar.                                                   | Abr.                                                   | May.                                                   | Jun.                                                   | Jul.                                                   | Ago.                                                   | Sep.                                                   | Oct.                                                   | Nov.                                                   | Dic.                                                   | Anual                                                  |
| ------------------------------------------------------ | ------------------------------------------------------ | ------------------------------------------------------ | ------------------------------------------------------ | ------------------------------------------------------ | ------------------------------------------------------ | ------------------------------------------------------ | ------------------------------------------------------ | ------------------------------------------------------ | ------------------------------------------------------ | ------------------------------------------------------ | ------------------------------------------------------ | ------------------------------------------------------ | ------------------------------------------------------ |
| Temp. máx. abs. (°C)                                   | 36.0                                                   | 37.0                                                   | 39.5                                                   | 40.0                                                   | 39.0                                                   | 39.5                                                   | 39.0                                                   | 38.0                                                   | 36.0                                                   | 37.0                                                   | 35.0                                                   | 37.0                                                   | 40.0                                                   |
| Temp. máx. media (°C)                                  | 22.3                                                   | 23.1                                                   | 26.3                                                   | 28.6                                                   | 29.0                                                   | 27.9                                                   | 26.9                                                   | 27.2                                                   | 26.7                                                   | 25.5                                                   | 24.1                                                   | 22.9                                                   | 25.9                                                   |
| Temp. media (°C)                                       | 17.4                                                   | 18.0                                                   | 20.6                                                   | 22.9                                                   | 23.5                                                   | 23.0                                                   | 22.2                                                   | 22.4                                                   | 22.2                                                   | 21.1                                                   | 19.4                                                   | 18.2                                                   | 20.9                                                   |
| Temp. mín. media (°C)                                  | 12.6                                                   | 13.0                                                   | 14.9                                                   | 17.1                                                   | 18.1                                                   | 18.2                                                   | 17.5                                                   | 17.7                                                   | 17.8                                                   | 16.7                                                   | 14.7                                                   | 13.6                                                   | 16.0                                                   |
| Temp. mín. abs. (°C)                                   | 3.5                                                    | 5.0                                                    | 6.0                                                    | 9.0                                                    | 10.0                                                   | 9.0                                                    | 10.5                                                   | 11.0                                                   | 11.0                                                   | 7.0                                                    | 4.5                                                    | 2.5                                                    | 2.5                                                    |
| Precipitación total (mm)                               | 51.5                                                   | 51.3                                                   | 51.6                                                   | 62.9                                                   | 97.7                                                   | 325.0                                                  | 332.5                                                  | 329.5                                                  | 325.2                                                  | 157.5                                                  | 71.5                                                   | 62.2                                                   | 1918.4                                                 |
| Días de precipitaciones (≥ 1 mm)                       | 12.4                                                   | 11.1                                                   | 9.1                                                    | 8.8                                                    | 11.1                                                   | 19.8                                                   | 22.1                                                   | 21.4                                                   | 21.2                                                   | 17.4                                                   | 11.6                                                   | 12.2                                                   | 178.2                                                  |
| Fuente: Servicio Meteorológico Nacional.               |                                                        |                                                        |                                                        |                                                        |                                                        |                                                        |                                                        |                                                        |                                                        |                                                        |                                                        |                                                        |                                                        |

## Demografía
De acuerdo con el censo realizado en 2020 por el Instituto Nacional de Estadística y Geografía (INEGI), en Fortín de las Flores había un total de 21 391 habitantes, de los que 11 404 eran mujeres y 9987, hombres.
En 2020 había un total de 7831 viviendas, de las que 6547 se encontraban habitadas.
| Gráfica de evolución demográfica de Fortín de las Flores entre 1900 y 2020 |
|                                                                            |
| Fuente: Instituto Nacional de Estadística y Geografía.                     |